# Nate Schmidt
Nathan Thomas „Nate“ Schmidt (* 16. Juli 1991 in St. Cloud, Minnesota) ist ein US-amerikanischer Eishockeyspieler, der seit Juli 2025 bei den Utah Mammoth in der National Hockey League unter Vertrag steht. Mit den Florida Panthers gewann er in den Playoffs 2025 den Stanley Cup. Zuvor verbrachte er knapp vier Jahre in der Organisation der Washington Capitals, war je drei Jahre für die Vegas Golden Knights und Winnipeg Jets sowie ein Jahr für die Vancouver Canucks aktiv.

## Karriere
Schmidt begann seine Karriere in der Saison 2008/09 bei der Eishockeymannschaft der St. Cloud Cathedral High School in der Schulliga von Minnesota, ehe er im folgenden Jahr für die Fargo Force in der Juniorenliga United States Hockey League auflief. Zwischen 2010 und 2013 stand der Verteidiger für die Universitätsmannschaft der University of Minnesota in der Western Collegiate Hockey Association, welche in den Spielbetrieb der National Collegiate Athletic Association eingegliedert ist, auf dem Eis.
Im April 2012 wurde Schmidt von der Organisation der Washington Capitals aus der National Hockey League unter Vertrag genommen und beendete die Spielzeit 2012/13 bei deren Farmteam Hershey Bears in der American Hockey League. Im Oktober 2013 wurde er erstmals in den Kader der Capitals berufen und gab im Spiel gegen die Colorado Avalanche sein Debüt in der höchsten Spielklasse Nordamerikas. Insgesamt absolvierte er im Verlauf der Saison 29 Partien in der NHL, verbrachte jedoch einen Großteil bei den Bears in der AHL. In der folgenden Saison 2014/15 lief er überwiegend in der NHL auf und brachte es auf 39 Einsätze für die Capitals, in denen er vier Scorerpunkte markieren konnte. Im Sommer 2015 wurde Schmidts Vertrag um zwei Jahre verlängert und seit Beginn der Spielzeit 2015/16 gehörte er zum festen NHL-Stammkader in Washington.
Im Juni 2017 wurde er im NHL Expansion Draft 2017 von den Vegas Golden Knights ausgewählt. Mit dem Team erreichte er in den Playoffs 2018 überraschend das Finale um den Stanley Cup, unterlag dort allerdings seinem früheren Arbeitgeber, den Washington Capitals. Zudem gehörte er in der Debütsaison zu den zahlreichen Spielern der Golden Knights, die ihre persönliche Statistik deutlich steigern konnten, so verzeichnete er 36 Scorerpunkte und wurde damit zweitbester Abwehrspieler der Mannschaft hinter Colin Miller.
Im September 2018 wurde Schmidt wegen Dopings für 20 Spiele gesperrt. Er selbst gab an, die nicht näher benannte Substanz unwissentlich eingenommen zu haben. Zudem habe es sich um eine geringe Konzentration gehandelt, die keine Leistungssteigerung bewirken könne und stattdessen mit einem kontaminierten Nahrungsmittel zu erklären wäre. Wenig später unterzeichnete der US-Amerikaner einen neuen Sechsjahresvertrag in Las Vegas, der ihm mit Beginn der Saison 2019/20 ein durchschnittliches Jahresgehalt von 5,95 Millionen US-Dollar einbringen soll.
Nach drei Jahren in Las Vegas wurde Schmidt jedoch bereits im Oktober 2020 im Tausch für ein Drittrunden-Wahlrecht im NHL Entry Draft 2022 an die Vancouver Canucks abgegeben. In Vancouver verblieb der US-Amerikaner nur eine Spielzeit, da er im Juli 2021 abermals für ein Drittrunden-Wahlrecht im NHL Entry Draft 2022 an die Winnipeg Jets abgegeben wurde. Nach der Saison 2021/22 kam Schmidt zu seinem Debüt auf internationaler Ebene, indem er die Nationalmannschaft seines Heimatlandes bei der Weltmeisterschaft 2022 vertrat.
Im Juni 2024 bezahlten ihm die Jets sein verbleibendes Vertragsjahr frühzeitig aus (buy-out), sodass er im Juli 2024 als Free Agent zu den Florida Panthers wechselte. In den folgenden Playoffs 2025 gewann Schmidt seinen ersten Stanley Cup, wobei die Panthers mit einem 4:2-Erfolg über die Edmonton Oilers ihren Titel verteidigten. Im Juli 2025 unterzeichnete er als Free Agent einen Dreijahresvertrag bei den Utah Mammoth.

## Erfolge und Auszeichnungen
- 2010 USHL All-Rookie Team
- 2012 WCHA Second All-Star Team
- 2013 WCHA First All-Star Team
- 2025 Stanley-Cup-Gewinn mit den Florida Panthers

## Karrierestatistik
Stand: Ende der Saison 2024/25

### International
Vertrat die USA bei:
- Weltmeisterschaft 2022

(Legende zur Spielerstatistik: Sp oder GP = absolvierte Spiele; T oder G = erzielte Tore; V oder A = erzielte Assists; Pkt oder Pts = erzielte Scorerpunkte; SM oder PIM = erhaltene Strafminuten; +/− = Plus/Minus-Bilanz; PP = erzielte Überzahltore; SH = erzielte Unterzahltore; GW = erzielte Siegtore; 1 Play-downs/Relegation; Kursiv: Statistik nicht vollständig)